# Patalene pionaria
Patalene pionaria är en fjärilsart som beskrevs av Walker 1860. Patalene pionaria ingår i släktet Patalene och familjen mätare. Inga underarter finns listade i Catalogue of Life.